# R.A. u KUD France Prešern
Koncert u KUD France Prešern är det andra livealbumet från den montenegrinska sångaren Rambo Amadeus. Det släpptes år 1998 och innehåller 13 låtar. Materialet spelades in under två konserter i Ljubljana i Slovenien i april 1997.

## Låtlista
1. "Titanik"
2. "Penzija"
3. "Šakom u glavu"
4. "Balkan boy"
5. "LM hit"
6. "Beton"
7. "Zganje Rave"
8. "Po šumama (Of Rising Sun)"
9. "Amerika i Engleska"
10. "Fukara i raja"
11. "Prijatelju"
12. "F.A.P. mašina"
13. "Pomladna voda"